# Saint-Martin-le-Redon
Saint-Martin-le-Redon es una comuna francesa situada en el departamento de Lot, en la región de Occitania.

## Demografía
| 234 | 202 | 221 | 249 | 208 | 196 | 201 |
| Para los censos de 1962 a 1999 la población legal corresponde a la población sin duplicidades (Fuente: INSEE [Consultar]) |     |     |     |     |     |     |